# 1936–1938-as Európa-kupa
Az 1936–1938-as Európa-kupa az Európa-kupa történetének negyedik kiírása volt. A sorozatban Ausztria, Csehszlovákia, Magyarország, Olaszország és Svájc válogatottjai képviseltették magukat. 
A kupát nem sikerült befejezni az Anschluss miatt.

## A végeredmény
| Csapat        | M | Gy | D | V | Rg | Kg | Át   | P  |
| ------------- | - | -- | - | - | -- | -- | ---- | -- |
| Magyarország  | 7 | 5  | 0 | 2 | 24 | 15 | 1.60 | 10 |
| Olaszország   | 4 | 3  | 1 | 0 | 9  | 4  | 2.25 | 7  |
| Csehszlovákia | 7 | 3  | 1 | 3 | 16 | 20 | 0.80 | 7  |
| Ausztria      | 6 | 2  | 1 | 3 | 13 | 14 | 0.93 | 5  |
| Svájc         | 8 | 1  | 1 | 6 | 16 | 25 | 0.64 | 3  |

## Kereszttáblázat
|               | AUS | CSE | MAG | OLA  | SVÁ |
| ------------- | --- | --- | --- | ---- | --- |
| Ausztria      | XXX | 1-1 | 1-2 | 2-01 | 4-3 |
| Csehszlovákia | 2-1 | XXX | 5-2 | 0-1  | 5-3 |
| Magyarország  | 5-3 | 8-3 | XXX |      | 2-0 |
| Olaszország   |     |     | 2-0 | XXX  | 4-2 |
| Svájc         | 1-3 | 4-0 | 1-5 | 2-2  | XXX |

- 1 A mérkőzés a 74. percben 2-0-s osztrák vezetésnél félbeszakadt.

## Gólszerzők
| 10 gólos - Sárosi György 5 gólos - František Kloz - Toldi Géza - Silvio Piola 4 gólos - Zsengellér Gyula 3 gólos - Franz Binder - Matthias Sindelar - Vlastimil Kopecký - Georges Aeby - Alfred Bickel Öngól - Karl Sesta (Svájc ellen) - (angolul) |